# Otto Ackermann
Otto Ackermann (Berlín, 1872-Düsseldorf, 1953) fue un pintor y tallista alemán de paisajes.
Otto Ackermann se inició en la profesión a través de la talla en madera en el estudio de su padre, al igual que su hermano Max Ackermann. 
Estudió en la Academia de Bellas Artes de Múnich, y completó su formación junto con el pintor de marinas Hermann Eschke (1842-1900). 
En 1897, se trasladó a Düsseldorf, donde se centró en la pintura al óleo, capturando las impresiones de sus viajes por Bélgica y Países Bajos.
Participó con su obra en las exposiciones públicas de pintura de Berlín, Dresde y Düsseldorf, entre los años 1904 y 1906.
Muere en Düsseldorf en 1953.